# Valenus inornatus
Valenus inornatus là một loài bọ cánh cứng trong họ Cerambycidae.